# Aranarache
Aranarache (baskijski: Aranaratxe) – gmina w Hiszpanii, w Nawarze, o powierzchni 3,75 km². W 2011 roku gmina liczyła 87 mieszkańców.